# Kamila Skolimowska
Kamila Skolimowska (født 4. november 1982 i Warszawa, død 18. februar 2009 i Vila Real de Santo António, Portugal) var en polsk hammerkaster, der især var kendt for at have vundet guldmedalje i disciplinen ved OL i Sydney 2000 som blot 17-årig. 
Ved OL 2000 var hammerkast for kvinder første gang på det olympiske program, og Skolimowska kastede i sit første forsøg i kvalifikationen 66,30 m, hvilket var tredjebedst og bragte hende i finalen. Her kastede hun i tredje forsøg 71,16 m, hvilket var en forbedring af hendes egen juniorverdensrekord. Resultatet kunne ingen andre  matche, så dermed vandt hun guld, mens russeren Olga Kuzenkova kastede 69,77 m og fik sølv, og tyske Kirsten Münchow fik bronze med et kast på 67,64 m.
I 2002 vandt hun sølv ved EM med 72,46 m, og ved OL 2004 i Athen blev hun nummer fem med et kast på 72,57 m. I 2006 vandt hun EM-bronze med 72,58 m og vandt desuden Wold Cup med 75,29 m. Ved OL 2008 i Beijing Formåede hun ikke at få registreret et korrekt kast i finalen.
Hendes bedste resultat lyder på 76,83 m, som hun kastede i Doha i maj 2007.
Hun døde i februar 2009 under en træningslejr med det polske atletiklandshold i Portugal. Årsagen viste sig af være lungeemboli.
Hun var datter af vægtløfteren Robert Skolimowski.